# Tom O'Donnell
Thomas G. O'Donnell (30 août 1926-8 octobre 2020) est un homme politique irlandais du Fine Gael qui est ministre du Gaeltacht de 1973 à 1977. Il est Teachta Dála (TD) pour Limerick East de 1961 à 1987. Il est également Député européen pour la circonscription de Munster de 1979 à 1989.

## Carrière
Il est né à Charleville, dans le comté de Cork, en 1926. Il fait ses études au Crescent College, au Salesian College et à l'University College Dublin, où il obtient un baccalauréat ès arts. Il travaille comme enseignant et militant communautaire bénévole avant de s'impliquer en politique.
O'Donnell est élu pour la première fois au Dáil Éireann lors des élections générales de 1961 en tant que député Fine Gael pour Limerick East. Il est porte-parole de l'opposition sur les transports, l'électricité et le tourisme de 1969 à 1973. Il entre au gouvernement au sein de la Coalition nationale sous le Taoiseach Liam Cosgrave entre 1973 et 1977 en tant que ministre du Gaeltacht. Il est porte-parole de l'opposition en matière de télécommunications de 1977 à 1979. O'Donnell est élu au Parlement européen lors des élections de 1979 et reste jusqu'en 1989. Il se retire de la politique nationale après les élections générales de 1987 au cours desquelles il perd son siège. Il est porte-parole pour la politique régionale du Parti populaire européen (PPE) de 1979 à 1989.
Après sa retraite de la politique, il s'implique activement dans le secteur bénévole. Il est président de l'Irish Peace Institute de l'Université de Limerick, président du partenariat PAUL, président du groupe stratégique de la ville et du comté de Limerick et du Pacte pour l'emploi de Limerick.
Il est marié à Helen O'Connor de Sligo, ancienne secrétaire nationale honoraire du Fine Gael ; ils ont un fils. Son oncle Richard O'Connell est député du Cumann na nGaedheal pour Limerick de 1924 à 1932, et son neveu Kieran O'Donnell est député du Fine Gael pour Limerick City.
O'Donnell est décédé en octobre 2020 à l'âge de 94 ans.